# San Fernando (Trinité-et-Tobago)
Pour les articles homonymes, voir San Fernando.
San Fernando est une ville de Trinité-et-Tobago située sur l'île de Trinité. Elle est la plus grande des villes du pays et la deuxième plus grande municipalité après Chaguanas. Elle est située au sud-ouest de l'île. Elle est limitée au nord par la rivière Guaracara (en), au sud par la rivière Oropouche (en), à l'est par l'autoroute Sir Salomon Hochoy (en) et à l'ouest par le golfe de Paria.
Elle fut élevée au rang de « ville » en novembre 1988. Les habitants l'appellent souvent « Sando ». Elle est réputée pour être la capitale de l'industrie trinidadienne, du fait de sa proximité avec la raffinerie de Pointe-a-Pierre et d'autres usines pétrochimiques et sidérurgiques.

## Histoire
Les Amérindiens appelaient cette région« Anaparima » ce qui peut être traduit par « colline seule » ou « sans eau ». Une colline (San Fernando Hill) se trouve en effet au centre de la ville.
Une ville nommée « San Fernando de Naparima » fut fondée par le gouverneur espagnol Don José Maria Chacón (en) en 1784 en l'honneur de l'héritier de la couronne d'Espagne. Avec le temps, la fin du nom a disparu.
À partir de 1783, un édit du roi a permis à des catholiques qui juraient fidélité de s'installer sur l'île. De nombreuses plantations de canne à sucre s'établirent dans les terres autour de San Fernando. La ville grandissait pendant que sa région devenait le cœur de la production sucrière du pays. La croissance s'est poursuivie au cours du XIXe siècle avec la construction de ce qui était la plus grande sucrerie du monde, l'usine Ste Madeline, à quelques kilomètres à l'est de la ville. Le développement de la culture du cacao et de l'industrie pétrolière ont permis à San Fernando de devenir la plaque tournante du commerce de la région.
L'expansion de la ville a créé de grandes tensions dans l'approvisionnement en eau, surtout pendant la saison sèche. Le problème n'a pu être résolu qu'avec la construction d'un grand réservoir, le « Navet Dam » dans les années 1930.

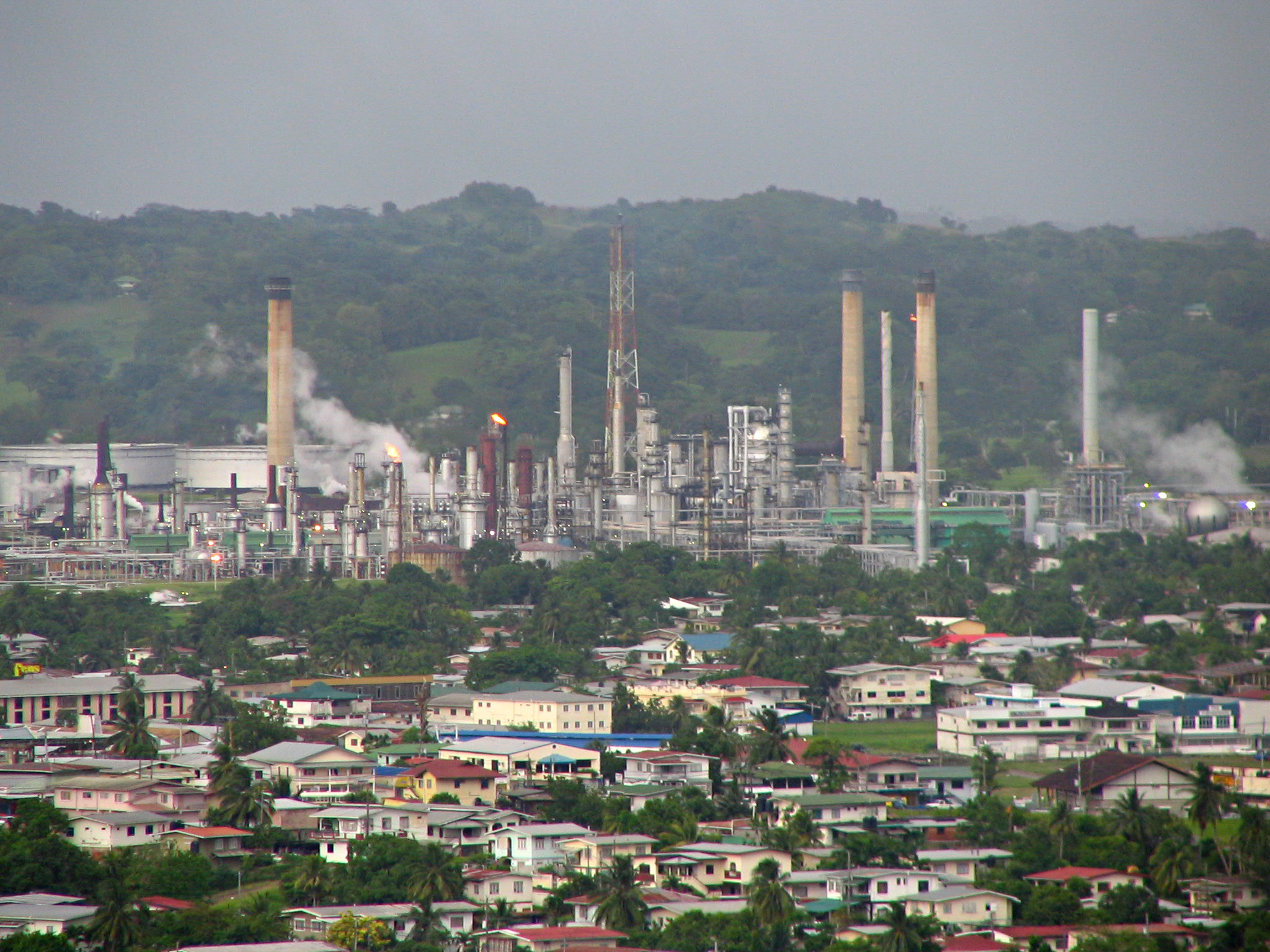
La raffinerie.

La présence de la raffinerie s'est révélée déterminante entre la Seconde Guerre mondiale et les années 1980. Les chocs pétroliers ont contribué à l'agrandissement de la banlieue qui a rejoint les abords de l'usine.
En raison de son développement extrêmement rapide, San Fernando a perdu beaucoup, sinon la totalité de son patrimoine historique. La plupart de ses bâtiments anciens ont été démolis, et peut-être la seule section de la ville qui rappelle le passé se trouve dans le voisinage du quai de San Fernando et Harris Promenade.
La ville est le siège de la pro-cathédrale Notre-Dame-du-Perpétuel-Secours.

## Personnalités liées à la commune
- Noor Mohammed Hassanali, président de la république de 1987 à 1997.
- George Maxwell Richards, président de la république depuis 2003 (réélu en 2008).
- Basdeo Panday, premier ministre de 1995 à 2002.
- Patrick Manning, premier ministre de 1991 à 1995 et de 2001 à 2010.
- Hasely Crawford, champion olympique du 100 mètres aux Jeux olympiques d'été de 1976.
- Stephen Ames, golfeur professionnel.
- Hedy Fry, femme politique canadienne.
- Lynn Taitt, musicien.
- Samuel Selvon (1923-1994), écrivain.
- Michel-Jean Cazabon (1813-1888), peintre trinidadien.
- Jeanine De Bique, soprano.
- Henry Ian Cusick, acteur, y a vécu 10 ans.